# McAlester
McAlester è una città dello stato americano dell'Oklahoma, capoluogo della contea di Pittsburg.
Si estende su una superficie di 41 km² e nel 2000 contava 17.783 abitanti.
Ci è nato l'ex cestista Claude Overton.